# Toma de Torrelobatón
La toma o batalla de Torrelobatón fue una operación militar llevada a cabo por el ejército comunero a finales de febrero de 1521, en el marco de la Guerra de las Comunidades castellanas. Luego de varios días de asedio, el 25 de febrero la villa de Torrelobatón y su castillo —propiedades del almirante de Castilla—, sucumbieron ante las fuerzas comandadas por el capitán toledano Juan de Padilla. Esta importante victoria sembró la inquietud en el bando realista y el optimismo entre las filas comuneras, pero paradójicamente no motivó a los rebeldes a realizar otras acciones militares de gran envergadura. Por el contrario, la batalla de Torrelobatón significó la caída en inactividad de los altos mandos del ejército, inactividad que los desfavoreció y los llevó a caer en la «trampa» de Villalar dos meses después.

## Precedentes
Tras una discusión acerca del mando de las tropas, finalmente los comuneros pudieron comenzar los preparativos militares para tomar Torrelobatón. El 17 de febrero el licenciado Villena arengó a la soldadesca explicándoles la importancia de la operación militar que estaban por llevar a cabo y desde ese día y hasta el 20 las fuerzas rebeldes y la artillería se concentraron en la localidad de Zaratán, al oeste de Valladolid. Por su parte, los virreyes estaban al tanto de estos movimientos del enemigo, pero desconocían totalmente sus planes.
Toda la operación fue montada por Padilla, que buscaba un triunfo rápido para elevar la moral de las tropas y de todo el movimiento. Cierto que al principio consideró la posibilidad de atacar Simancas o incluso Tordesillas, pero finalmente terminó optando por Torrelobatón, cuya ubicación entre Medina de Rioseco y la sede de la reina Juana ofrecía una importante base de partida para posteriores acciones militares. No hay que olvidar tampoco que la ciudad era propiedad del almirante de Castilla Fadrique Enríquez de Velasco, uno de los virreyes, y que el capitán toledano estaba ansiososo de hacerle un daño allí donde más dolor podía inflingirle: en sus bienes patrimoniales.

## Desarrollo
Las fuerzas rebeldes, que sumaban 6000 infantes y 600 lanzas, se presentaron ante Torrelobatón al amanecer del 21 de febrero de 1521. Primero dirigieron un ultimátum a la guarnición, pero como su respuesta fue la de disputar con los emisarios, Padilla dio la orden de comenzar el asedio. No parecía una lucha fácil, pues Torrelobatón era una villa bien fortificada, con altas y protegidas murallas. Desde Tordesillas los gobernadores pensaron enviar algunos refuerzos a los sitiados. Primero se movilizaron 200 lanzas para que merodeasen por la zona, y luego el conde de Haro partió el día 24 con 800 lanzas y pensaba hacer lo mismo al día siguiente. Pero en vano; todos estos contingentes, formados por las guarniciones de Simancas, Portillo, Arévalo y Coca, debieron regresar por no contar con infantería. Lo mismo sucedió cuando, según Prudencio de Sandoval, se quiso introducir en la villa cinco caballeros al mando Francisco de Osorio, señor de Valdunquillo. En este caso el almirante se opuso, pues era partidario de que entrasen hombres armados.
En el mediodía del 25 de febrero los comuneros, asentados en un arrabal, consiguieron entrar en la localidad, desatandose así un feroz saqueo del que solamente se salvaron las iglesias y el cual Padilla no tuvo reparos en autorizar como premio a las tropas. El castillo continuó resistiendo de mano de su teniente García Osorio, pero los comuneros amenazaron con ahorcar a todos los habitantes de la ciudad si no claudicaba. Osorio finalmente cedió y entregó la fortaleza a los rebeldes, no sin antes acordar la conservación de la mitad de los bienes que se encontraban en ella para evitar el pillaje. Inmediatamente fue tomado prisionero.

## Consecuencias

### Situación de los dos bandos
La victoria levantó los ánimos en el bando comunero, hasta el punto de sembrar el entusiasmo, mientras que en el bando realista provocó la inquietud ante el avance rebelde y también la sorpresa, pues se esperaba un ataque a Simancas y no a Torrelobatón. El cardenal Adriano le reprochó a la guarnición de la fortaleza haber superpuesto sus propios intereses a los del rey, y condenó también la negligencia del comandante de las tropas realistas, el conde de Haro. Por su parte, el 28 de febrero este alegó en una carta al monarca que las fuerzas comuneras eran muy superiores en número como para hacerles frente satisfactoriamente y que si él no socorrió Torrelobatón, fue porque el Almirante, además de negarse a envíarle las escalas pedidas, lo había convencido de que la situación no era tan crítica como se podría decir; asimismo, aseveró, tampoco se tenía concertada alguna maniobra en común con la guarnición de la fortaleza. Un día antes, el 27 de febrero, el arzobispo de Granada, Antonio de Rojas Manrique, en una carta al rey, se mostraba sorprendido de la derrota considerando la buena fortificación de la villa.
En cuanto a los rebeldes, todos los historiadores coinciden en que no supieron o más bien no quisieron aprovechar la victoria. De hecho, por espacio de dos meses los comuneros desecharon acciones militares contundentes porque creyeron que con el triunfo alcanzado en Torrelobatón podrían negociar con los virreyes desde una posición de fuerza. Pero lo cierto es que las conversaciones con los representantes del poder real no condujeron a nada concreto y que la inactividad de los mandos militares produjo que muchos de los soldados volvieran a sus casas, cansados de esperar los sueldos y nuevas órdenes. Cuando finalmente Padilla se decidió por abandonar la ciudad el 23 de abril de 1521, fue para caer en la derrota de Villalar.

### Repercusiones judiciales
El 23 de mayo de 1521 el almirante ordenó que se abriera una información para precisar con exactitud el montante de los daños sufridos por su villa de Torrelobatón. Pidió que se contemplasen en ella:
- Casas saqueadas, destruidas en su totalidad o en parte.
- Muebles robados por los soldados.
- Cosechas desperdiciadas.
- Trigo y vino almacenado e intervenido.
- El castillo que había sido incendiado, cuya reconstrucción costaría 536.885 maravedíes, más 379.160 maravedíes por las obras de albañilería.
- Un molino saqueado y destruido, junto con una casa colindante y un huerto, por 144.145 maravedíes en concepto de indemnización, además de 77.250 maravedíes, suma que hubiera reportado el molino de haber continuado la producción.
- Alcabalas y derechos señoriales intervenidos por los comuneros, en un monto de 230.778 maravedís.

En total, la suma reclamada por el almirante ascendió a nada más ni nada menos que 14.683.217 maravedís, y  fue exigida a las ciudades que habían aportado contingentes al ejército que atacó Torrelobatón: Zamora, Salamanca, Medina del Campo, Valladolid, Toledo, Segovia, Ávila, Madrid, Toro y León. 
El almirante no fue el único que se avino a reclamar una indemnización. También el capitán Luis de Ludeña acudió al obispo de Oviedo, administrador de los bienes secuestrados a los comuneros, para exigir concretamente «un cavallo e una aca e doce varas de terciopelo negro e ciertas ropas e atavios de su persona y otras cosas» que le fueron robados durante la batalla.